# Guanoco
Guanoco es un  poblado del Municipio Benítez del estado Sucre, Venezuela. Actualmente este poblado se encuentra desasistido por el abandono de la mina de asfalto  (Lago de asfalto de Guanoco). Irónicamente, por el muelle de este pequeño poblado salió el asfalto que cubre las calles de ciudades como Washington, Nueva York, Detroit, Filadelfia en los Estados Unidos y Río de Janeiro y São Paulo en Brasil pero las calles ni la vía  que lleva a este pueblo están asfaltadas.

## Localización y límites
Guanoco 10°8′53″N 62°56′16″O / 10.14806, -62.93778 es un  poblado del Municipio Benítez del estado Sucre, a 65 Nordeste de la ciudad de Maturín estado Monagas, Venezuela.

## Importancia histórica
Fue fundado con la explotación petrolera de los años 1870. Tiene en su geografía al lago de asfalto más grande del mundo. 
Este lago ocupa un lugar importante en la historia contemporánea de Venezuela. En 1873 el gobierno nacional otorga a Horacio R. Hamilton y Jorge A. Phillips la célebre concesión Hamilton, para explotar el lago de asfalto natural de Guanoco. En 1885 esta fue adquirida por la New York & Bermúdez Company, más conocida en la historia de Venezuela por sus conflictos políticos y legales con el gobierno de Cipriano Castro que por sus aportes al país.
En 1899 Castro, ya consolidándose como dictador, impuso un alto impuesto a la compañía para poder costear sus dispendios. En vez de pagar a Castro, la New York & Bermúdez Company decidió apoyar con dinero la Revolución Libertadora del banquero Manuel Antonio Matos. Al concluir en fracaso aquel movimiento, el gobierno comprobó los aportes que esta empresa había hecho a los rebeldes y exigió una indemnización de 50 millones de bolívares. Como la compañía rehusó pagar, Castro ordenó la expropiación.